# 청자 상감화조문 도판
청자 상감화조문 도판(靑磁 象嵌花鳥文 陶板)은 서울특별시 용산구 삼성미술관 리움에 있는 고려시대의 청자 도판이다. 2006년 1월 17일 대한민국의 보물 제1447호로 지정되었다.

## 개요
청자도판으로 완전하거나 원형복원이 가능한 것은 현재까지 소수의 예만이 알려지고 있는데 이 청자상감화조문 도판은 그 중에서도 가장 회화적인 문양이 상감된 작품이다. 주제와 여백이 효과적으로 조화되고 흑백상감과 철채기법이 어울려서 색상대비가 뛰어나다. 특히, 새와 나무에서 중요한 부분은 흑백상감으로 새기고 기타 몸통·꼬리 등의 필요한 부분은 철화로 그려서 흑상감보다 명도가 낮게 나타나 기법에 따른 농담을 효과적으로 응용하였다. 장식기법이 독특하고 회화적 소재를 능숙하게 다룬 점뿐 아니라 도판의 크기도 흔치 않게 작아서 도자사적으로 매우 귀중한 자료이다.

## 같이 보기
- 청자

## 참고 자료
- 청자 상감화조문 도판 - 국가유산청 국가유산포털